# Орден Заслуг (Саксонія)
Орден Заслуг був заснований в 1815 році як Орден Цивільних Заслуг (нім. Zivilverdienstorden), став Орденом Заслуг (нім. Verdienstorden) в 1849 році. До кінця свого існування мав 6 класів і 2 медалі — золоту і срібну. Після падіння Німецької імперії орден був скасований.

## Положення про нагороду
Існували такі орденські класи:
- Великий хрест
- Командорський хрест 2-го і 1-го класу
- Лицарський хрест
- Малий хрест (з 1958 року — почесний хрест, з 1876 року — лицарський хрест 2-го класу)
- Золота медаль (з 1876 року — хрест заслуг)
- Срібна медаль

## Знаки ордена
Знак ордена — золотий, покритий білою емаллю мальтійський хрест. Між кінцями хреста знаходиться зображення рутової корони — символу Саксонії. На білому медальйоні — герб Саксонії в центрі і напис по колу з ім'ям короля-засновника і датою заснування «FRIED.AUG.K.V.SACHSEN.D.7.JUN.1815» ( Фрідріх Август, король Саксонії, 7 червня 1815). На реверсі медальйона — зелений дубовий вінок, що обрамляє девіз в чотири рядки: «FÜR VERDIENST UND TREUE» (За заслуги і вірність). Знак Великого хреста носився на стрічці через праве плече, восьмипроменева зірка ордена — на лівій стороні грудей. Знаки командорів носилися на шиї, при 1-му класі додавалась чотирипроменева зірка. Знаки інших класів і медаль — на лівій стороні грудей.
Зірки Великого хреста і командора 1-го класу мали медальйони, аналогічні реверсу медальйона знака ордена — девіз «FÜR VERDIENST UND TREUE» в чотири рядки, обрамлений дубовим вінком.
Стрічка ордена — біла, з двома зеленими смугами по краях.
З 1866 року орден міг також вручатися за військові заслуги — зі схрещеними мечами.

## Галерея

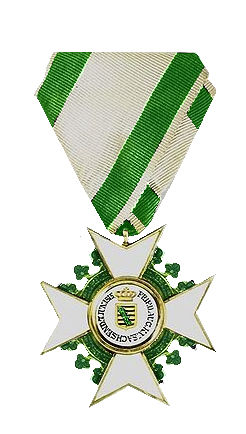
Малий хрест.
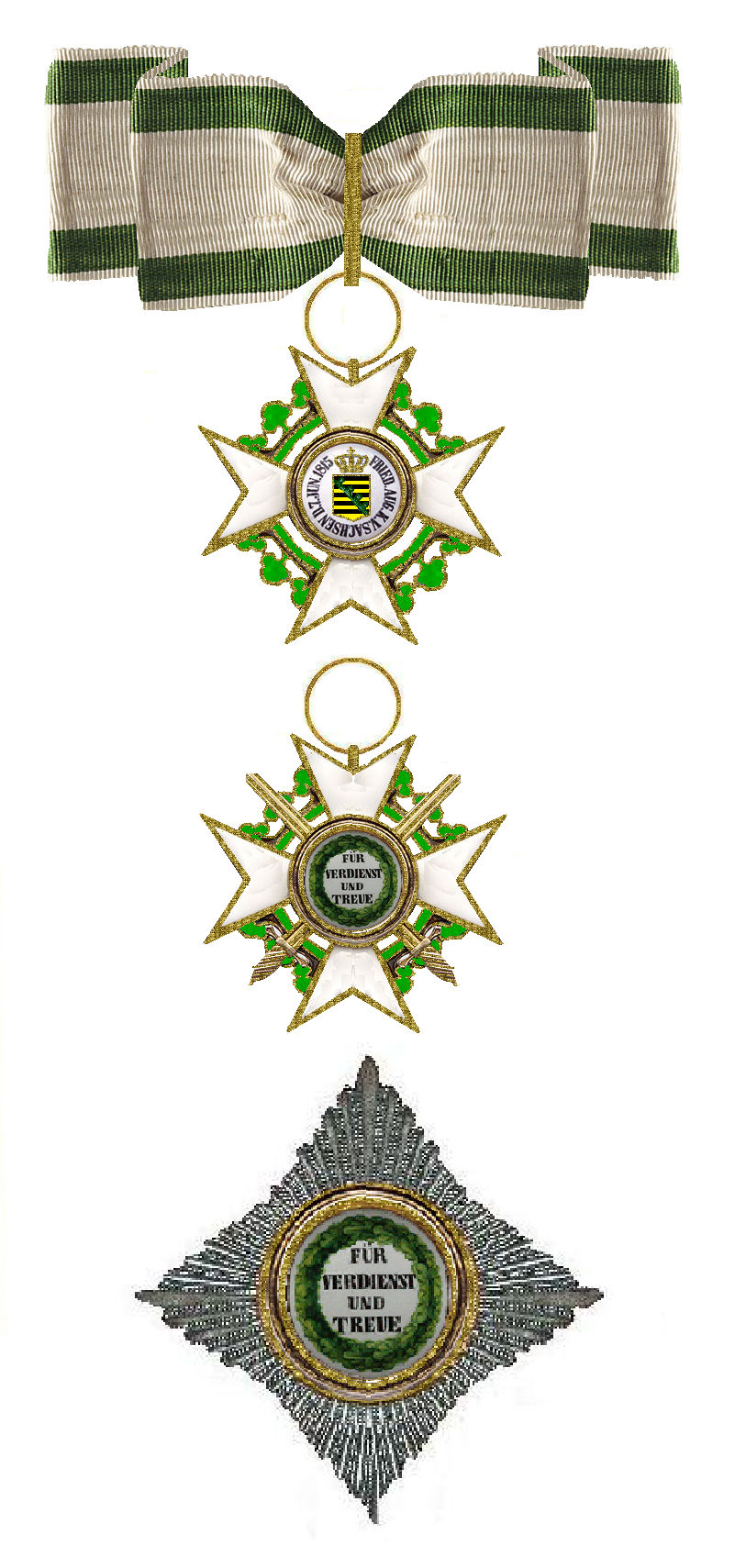
Командорський хрест (аверс і реверс) та зірка.
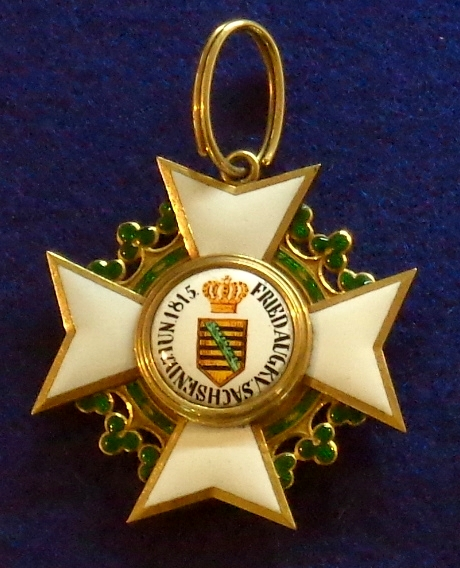
Командорський хрест.
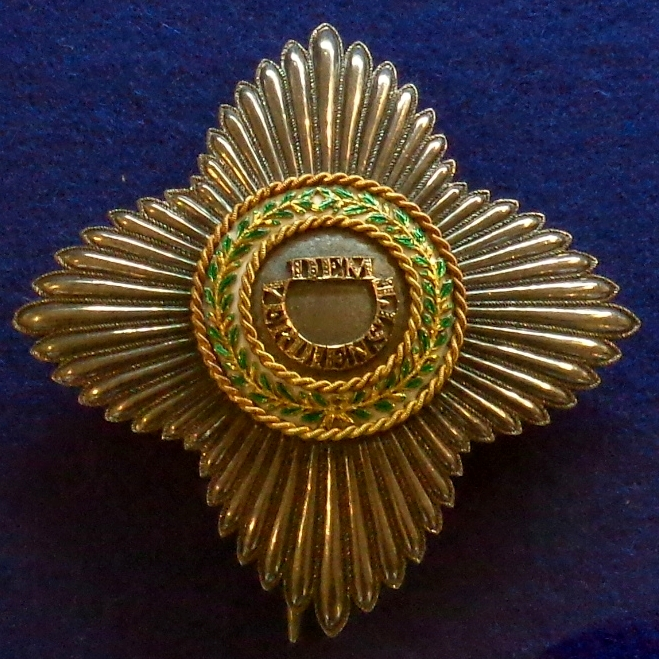
Командорська зірка.
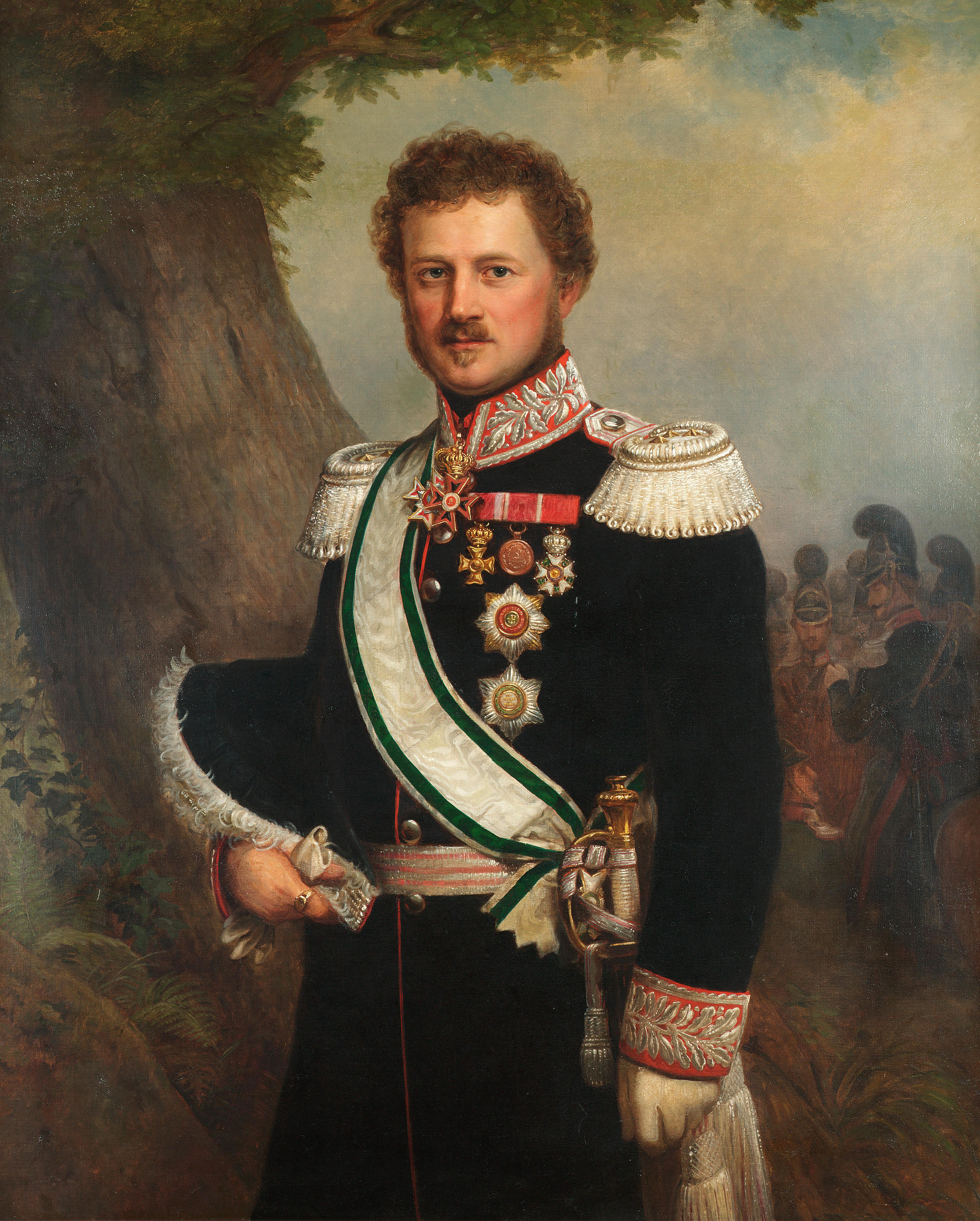
Принц Еміль Гессен-Дармштадський із Великим хрестом та зіркою (1852).